# Петропавлівка (Донецький район)
Петропа́влівка — село Амвросіївської міської громади Донецького району Донецької області, Україна.

## Географія
Селом тече річка Кам'янка.

## Загальні відомості
Відстань до центру громади становить 24 км і проходить автошляхом місцевого значення. Землі села межують із територією Матвієво-Курганського району Ростовської області Російської Федерації.
Унаслідок російської військової агресії із серпня 2014 р. Петропавлівка перебуває на території ОРДЛО.
Село постраждало внаслідок геноциду українського народу, вчиненого урядом СРСР у 1932—1933 роках, кількість встановлених жертв — 52 людей.

## Історія
Петер-Паудб/Peter-Paul до 1917 — лютеранське село області Війська Донського, Таганрозький округ Мокро-Яланчацька/Анастасієвська/Олексіївська/Матвієво-Курганська волості; у радянські часи — Сталінська/Донецька область, Амвросіївський район. Засноване 1878 року. Засновники з колонії Рібенсдорф. Лютеранський прихід Таганрог-Єйськ. Землі 3100 десятин. Сільрада (1926). Мешканців: 580/503 німці (1897), 457 (1905), 650 (1911), 620 (1915), 422 (1918), 663/626 німці (1926).
7 (20) листопада 1917 року, відповідно до Третього Універсалу Української Центральної Ради, увійшло до складу Української Народної Республіки.  

## Населення
За даними перепису 2001 року населення села становило 247 осіб, із них 63,16 % зазначили рідною мову українську, 36,44 % — російську та 0,4 % — вірменську мову.